# Galooie-Motte

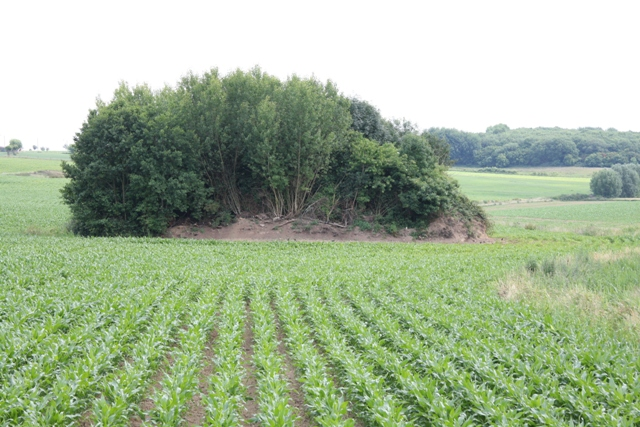
Zicht op de motte

De Galooie-motte is een beschermd archeologisch gebied in de tot de West-Vlaamse gemeente Heuvelland behorende plaats Loker, gelegen aan de Douanestraat.
Vermoedelijk werd hier in de 13e eeuw door de heren van Loker een mottekasteel gebouwd, oorspronkelijk waarschijnlijk in hout, maar al snel in gele baksteen. Begin 15e eeuw kwam de heerlijkheid aan de familie Van Horne. Er werd, met gebruik van de stenen van het oude kasteel, een nieuw kasteel gebouwd. Hier werd omstreeks 1900 een beperkte, en in 1976-1977 een meer uitgebreide opgraving verricht, waarbij onder meer een Romeins brandgraf werd blootgelegd. In het landschap is nog altijd een begroeide verhoging te zien waaromheen de resten van een ringvormige gracht liggen.
700 meter van de Galooie-motte verwijderd ligt het 'Hof van Loker', waar de heren van Loker hun hoofdzetel hadden.